# Laurence des Cars
Pour les autres membres de la famille, voir Maison de Pérusse des Cars.
Laurence des Cars, née de Pérusse des Cars à Antony le 13 juin 1966, est une conservatrice de musée et historienne française. Conservatrice générale du patrimoine, elle est présidente-directrice du musée du Louvre depuis le 1er septembre 2021, après avoir présidé les musées d'Orsay et de l'Orangerie de 2017 à 2021.

## Biographie

### Origine et formation
Laurence Élisabeth de Pérusse des Cars est la fille du journaliste, historien des grandes dynasties et écrivain Jean des Cars et la petite-fille du romancier Guy des Cars. Elle a un frère, avocat d'affaires.
Elle suit des études d'histoire de l'art à l'université Paris IV-Sorbonne et à l'École du Louvre, puis intègre l'École nationale du patrimoine. Elle effectue notamment un stage au Metropolitan Museum of Art de New York. Elle prend son premier poste de conservatrice au musée d'Orsay en 1994, où elle demeure jusqu'en 2007.

### Carrière professionnelle
Spécialiste de l'art du XIXe et du début du XXe siècle, enseignante à l'École du Louvre, elle est commissaire de nombreuses expositions : « L'Origine du monde, autour d'un chef-d'œuvre de Courbet » ; « Jean-Paul Laurens, peintre d’histoire » ; « Edward Burne-Jones » ; « Courbet et la Commune » ; « Thomas Eakins, un réaliste américain » ; « Édouard Vuillard » ; « Gustave Courbet » ; « Jean-Léon Gérôme », ; « Louvre Abou Dhabi, naissance d'un musée » ; « Attaquer le soleil. Hommage au marquis de Sade » ; « Apollinaire, le regard du poète » ; « La peinture américaine des années 1930 ».
Elle est nommée directrice scientifique de l'agence France-Muséums en juillet 2007, opérateur français chargé du développement du Louvre Abou Dhabi. Promue dans le corps des conservateurs généraux du patrimoine en 2011, elle est nommée directrice du musée de l'Orangerie en janvier 2014, par la ministre de la Culture, Aurélie Filippetti,,.
Par arrêté du 27 février 2017, elle est nommée présidente  du musée d'Orsay et du musée de l'Orangerie, à compter du 15 mars 2017,,.
Laurence des Cars est nommée présidente-directrice du musée du Louvre, à compter du 1er septembre 2021. Choisie par le président de la République Emmanuel Macron, c'est la première femme à occuper cette fonction ; elle succède alors à Jean-Luc Martinez. À la suite de cette nomination, elle annonce son intention d'ouvrir un neuvième département pour les Arts de Byzance et chrétiens d'Orient, et de mener une politique culturelle tournée vers la jeunesse.
En janvier 2025, Laurence des Cars interpelle Rachida Dati, la ministre de la Culture, sur l'état d'obsolescence avancé du Louvre qui nécessiterait, au regard de la multiplication d'avaries au sein de ses bâtiments, des travaux de rénovation très importants. En réaction, le président Emmanuel Macron annonce plusieurs mesures pour rénover le Louvre, dont une mise en protection de La Joconde à titre provisoire en la déplaçant dans un autre bâtiment.

## Décorations
Le 14 novembre 2008, Laurence des Cars est nommée au grade de chevalier dans l'ordre national du Mérite au titre de « conservatrice du patrimoine, directrice scientifique de l'agence France-Museums ; 15 ans d'activités professionnelles » puis faite chevalier le 13 octobre 2009. Elle est promue au grade d'officier le 21 mai 2021 au titre de « conservatrice générale du patrimoine, présidente d'un établissement public de musées nationaux ».
Le 25 mars 2016, elle est nommée au grade de chevalier dans l'ordre national de la Légion d'honneur au titre de « directrice du musée de l'Orangerie ; 23 ans de services » puis faite chevalier le 15 septembre 2016. Elle est promue au grade d'officier le 15 janvier 2025 au titre de « conservatrice générale du patrimoine, présidente de l'établissement public du musée du Louvre ».
En 2017, elle est nommée officier de l'ordre des Arts et des Lettres

## Publications
- Les Préraphaélites : Un modernisme à l'anglaise, Paris, Gallimard et Réunion des musées nationaux, coll. « Découvertes Gallimard / Arts » (no 368), 22 janvier 1999, 128 p. (ISBN 2070534596)
- Gérôme : De la peinture à l'image, Paris, Gallimard et Musée d'Orsay, coll. « Découvertes Gallimard Hors série », 7 octobre 2010, 48 p. (ISBN 9782070130672)
- Le Petit Dictionnaire Vallotton en 21 obsessions, RMN Grand Palais, 2013

### En collaboration ou direction
- Henri Loyrette (dir.), L'Art français, le XIXe siècle, en collaboration avec Sébastien Allard, Flammarion, 2008
- Laurence des Cars (dir.), Louvre Abu Dhabi : Naissance d'un musée, Paris, Louvre éditions et Éditions Flammarion, coll. « Catalogue d'exposition », 12 avril 2013, 320 p. (ISBN 978-2-08123-237-2, présentation en ligne)